# 格拉蒙 (上索恩省)
格拉蒙（法語：Grammont，法語發音：[ɡʁamɔ̃]）是法国上索恩省的一个市镇，属于吕尔区。

## 地理
格拉蒙（47°30'53"N, 6°30'59"E）面积5.94 平方千米，位于法国勃艮第-弗朗什-孔泰大區上索恩省，该省份为法国东部内陆省份，北起顺时针与孚日省、贝尔福地区省、杜省、汝拉省、科多尔省和上马恩省接壤。
与格拉蒙接壤的市镇（或旧市镇、城区）包括：阿科朗、布尔努瓦、法隆、贝勒方丹。

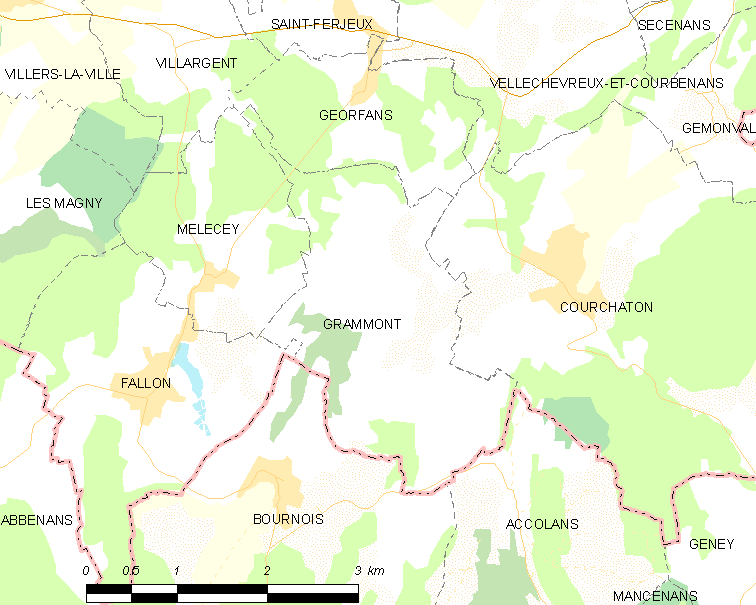
的OSM定位图

格拉蒙的时区为UTC+01:00、UTC+02:00（夏令时）。

## 行政
格拉蒙的邮政编码为70110，INSEE市镇编码为70273。

## 政治
格拉蒙所属的省级选区为维莱塞克塞勒县。

## 人口

1962-2008年间人口变化图示

格拉蒙于2022年1月1日时的人口数量为67人。